# Bride by Mistake
Bride by Mistake (bra E o Amor Chegou... ou E o Amor Nasceu...) é um filme estadunidense de 1944, do gênero comédia romântica, dirigido por Richard Wallace e estrelado por Alan Marshal e Laraine Day.

## A produção
Com muitos de seus contratados alistados nas Forças Armadas por causa da Guerra, a RKO Radio Pictures teve de importar vários atores para compor o elenco do filme: Alan Marshal foi emprestado por David O. Selznick, Laraine Day e Marsha Hunt pela MGM, Allyn Joslyn pela 20th Century-Fox e Edgar Buchanan pela Columbia.
O filme é um remake de The Richest Girl in the World (1934), com Miriam Hopkins e Joel McCrea. Uma segunda refilmagem seria produzida em 1954 sob o título de The French Line, estrelada por Jane Russell e Gilbert Roland.
Bride by Mistake foi um dos grandes sucessos da RKO nesse ano, com lucros de 600.000 dólares, em valores da época.

## Sinopse
Norah, rica e infeliz, costuma fazer-se passar por sua própria secretária, Sylvia, para evitar publicidade. Ela julga ter encontrado o amor quando conhece o piloto Capitão Anthony Travis. Travis, porém, apaixona-se por Sylvia (que finge ser Norah), que já é casada.

## Elenco
| Ator/Atriz        | Personagem             |
| ----------------- | ---------------------- |
| Alan Marshal      | Capitão Anthony Travis |
| Laraine Day       | Norah Hunter           |
| Marsha Hunt       | Sylvia Lockwood        |
| Allyn Joslyn      | Phil Vernon            |
| Edgar Buchanan    | Jonathan Connors       |
| Michael St. Angel | Tenente Stephen Corey  |
| Marc Cramer       | Ross                   |
| William Post Jr.  | Donald                 |
| Bruce Edwards     | Chaplain               |
| Nancy Gates       | Jane Mason             |
| Slim Summerville  | Samuel                 |
| John Miljan       | Major Harvey           |